# 蔣清
蔣 清（しょう せい、生年不詳 - 天宝14載（755年））は、唐の玄宗朝の官僚。安史の乱に際し、洛陽を守ったが、捕らえられ処刑された。

## 経歴
吏部侍郎であった蔣欽緒の子。科挙の明経に合格し、補太子校書郎から鞏県丞を歴任し、盧奕によって抜擢され、憲府に留められた。兄の蔣溢・蔣演・蔣沇も当時、官界で名を知られていた。洛陽に赴任して判官に任じられる。天宝14載（755年）、安史の乱が勃発し、安禄山軍による洛陽陥落の際に、李憕・盧奕とともに殺された。死後に、文部郎中を贈られている。
『広異記』に、彼に関する逸話が残っている。洛陽に届けられた安禄山の上奏文を長安に届けた大理朱簿の召皎という人物が、洛陽への帰路の途中で夢を見た。夢は、召皎が軍隊に捕らえられた上で「その人物は蔣清ではない」と言われ、釈放されるものであった。召皎が洛陽に帰ったあとに、洛陽は陥落し、安禄山側に捕らえられた。取り調べにあたった武将は田乾真といい、正に夢に見た人物であった。召皎は殺されそうになったが、安禄山の幕僚である厳荘が、「その人物は蔣清ではない。殺すな」と声をかけたために許される。そして、蔣清の番が来ると、果たして蔣清は殺された。

## 伝記資料
- 『旧唐書』巻百八十七下 列伝第百三十七下　忠義下「蔣清伝」
- 戴孚『広異記』